# Dečina
Déčina je naselje v Sloveniji v Občini Črnomelj.

## Demografija
| Pregled števila prebivalstva po letih | Pregled števila prebivalstva po letih | Pregled števila prebivalstva po letih | Pregled števila prebivalstva po letih | Pregled števila prebivalstva po letih | Pregled števila prebivalstva po letih | Pregled števila prebivalstva po letih | Pregled števila prebivalstva po letih | Pregled števila prebivalstva po letih | Pregled števila prebivalstva po letih | Pregled števila prebivalstva po letih | Pregled števila prebivalstva po letih | Pregled števila prebivalstva po letih | Pregled števila prebivalstva po letih | Pregled števila prebivalstva po letih |
| ------------------------------------- | ------------------------------------- | ------------------------------------- | ------------------------------------- | ------------------------------------- | ------------------------------------- | ------------------------------------- | ------------------------------------- | ------------------------------------- | ------------------------------------- | ------------------------------------- | ------------------------------------- | ------------------------------------- | ------------------------------------- | ------------------------------------- |
| 1869                                  | 1880                                  | 1890                                  | 1900                                  | 1910                                  | 1931                                  | 1948                                  | 1953                                  | 1961                                  | 1966                                  | 1971                                  | 1981                                  | 1991                                  | 2002                                  | 2015                                  |
| 35                                    | 37                                    | 41                                    | 30                                    | 29                                    | 27                                    | 28                                    | 29                                    | 15                                    | 11                                    | 3                                     | 2                                     | 0                                     | 0                                     | 3                                     |